# Rosa és una rosa és una rosa és una rosa

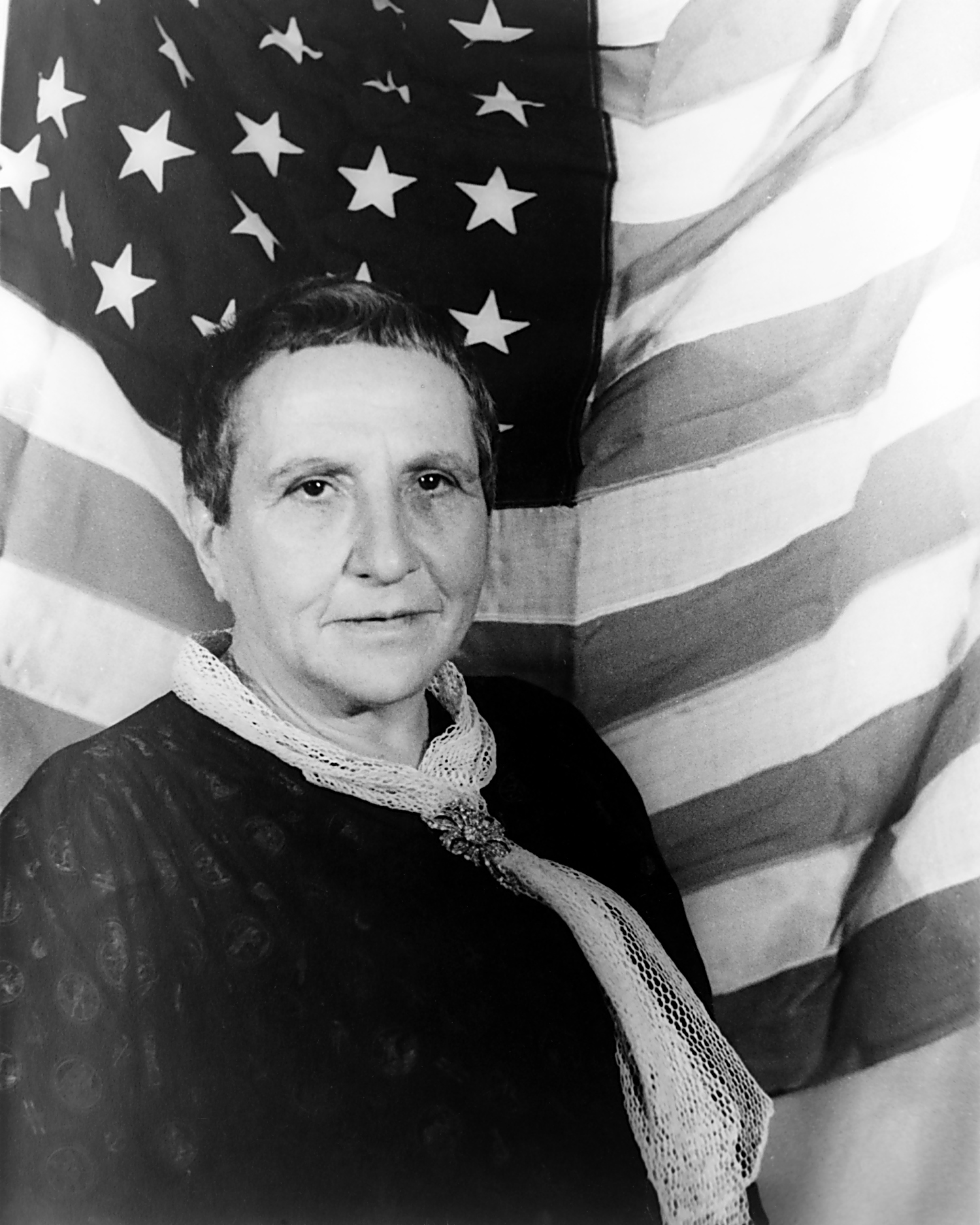
Gertrude Stein, 1935.

L'aforisme "Rosa és una rosa és una rosa és una rosa" va ser escrit per Gertrude Stein formant part del poema escrit 1913 "Sacred Emily" (Sagrada Emília, joc de paraules amb Sagrada Família), que va aparèixer posteriorment en el llibre publicat el 1922 Geography and Plays (Geografia i representacions). En aquest poema, la primera "Rosa" és el nom d'una persona. Stein va utilitzar variacions de l'aforisme en altres escrit, i "A rose is a rose is a rose" és probablement la cita més famosa de l'autora.
El seu significat s'ha interpretat amb freqüència com "les coses són el que són", una expressió del principi d'identitat, "A és A". En el pensament de Stein, la frase expressa que tan sols utilitzant el nom d'una cosa ja s'invoca l'imaginari i les emocions associades amb l'objecte. A mesura que la cita es difonia en els seus propis escrits i en la cultura en gran manera, Stein va arribar a dir en un moment: "Escolteu! No sóc idiota. Sé que en la vida diària no solem dir això és això és això. Sí, no sóc babaua, però penso que amb aquell vers la rosa es va fer vermella per primera vegada en la història de la poesia en anglès en cent anys." (Four in America).
També se cita l'aforisme per il·lustrar el principi de recursió.

## L'aforisme a la cultura
Una rosa es una rosa és el nom d'una cançó de l'àlbum Aidalai del grup Mecano; el títol està basat en l'aforisme de Gertrude Stein.